# 深見弾
深見 弾（ふかみ だん / ただし、1936年6月15日 - 1992年7月28日）は、ロシア・東欧SFの翻訳家、研究家。

## 人物
ストルガツキー兄弟（ロシア）やスタニスワフ・レム（ポーランド）など、多くの作品を日本語に翻訳した。また、逆に日本の作品をロシア・東欧に紹介することにも取り組んだ（矢野徹によるとレーニン図書館へ資料を送るため毎月1万円以上を使っていたという）。日本ペンクラブ、日本SF作家クラブ、日本推理作家協会、各会員。 
主な訳書に『収容所惑星』、『ストーカー』、『そろそろ登れカタツムリ』（以上ストルガツキー）、『泰平ヨンの航星日誌』、『ロボット物語』、『宇宙飛行士ピルクス物語』（以上レム）などがある。SF以外にミステリや児童ものの翻訳もある。編訳書としては『ロシア・ソビエトSF傑作集（上・下）』、『東欧SF傑作集（上・下）』の二点がある。
本名の山田忠名義でも、英語からの翻訳がある。
2007年から、やはりロシアSF研究者の大野典宏が著作権管理人になっており、以降、大野は深見の訳本の改訳を行っている。

## 略歴
岐阜県岐阜市生まれ。本名、山田忠。1958年に早稲田大学文学部を卒業（1988年には母校の文学部でソ連SF史について講義を行なった）。モスクワ大学に短期留学の経験あり。
1959年～1977年にロシア・ソ連専門書店・出版社のナウカ株式会社に勤務。1968年よりロシア文学や東欧文学の翻訳に携わる。仕入部長を経て、1979年よりフリーに。
SF同人誌『宇宙塵』には初期から関わり、矢野徹らとも親交が深かった。ロシアと共産主義を愛していたが、ソヴィエト連邦の実態についてはこれを憎んでいた。1990年、翻訳の業績に関してカレル賞を受賞。1992年に56歳で病死した。

## 深見弾名義

### 訳書
※一部分だけ担当した短編集は省いてあります。 

#### フィクション
- 『顔に傷のある男』（イェジィ・エディゲイ、早川書房、ハヤカワ・ポケット・ミステリ）1977年
- 『ペンション殺人事件』（イェジィ・エディゲイ、早川書房、ハヤカワ・ポケット・ミステリ）1978年
- 『遙かな世界、果しなき海』（ダルコ・スーヴィン編、関口時正共訳、早川書房）1979年
- 『黄金の鎖』（アレクサンドル・グリーン、早川文庫）1980年
- 『異邦からの眺め』（F・ロッテンシュタイナー編、早川文庫）1981年
- 『青い惑星』（オリガ・ラリオーノワ他、飯田規和共訳、プログレス出版所、現代ソビエトSFシリーズ6） 1982年 - 発売：ナウカ
- 『銀河の破壊者』（セルゲイ・スニェーゴフ、創元推理文庫）1983年
- 『ペルセウス座進攻』（セルゲイ・スニェーゴフ、創元推理文庫）1984年
- 『逆時間の環』（セルゲイ・スニェーゴフ、創元推理文庫）1985年
- 『007は三度死ぬ』（アンドレイ・グリャシキ、創元推理文庫）1985年
- 『迷宮1000』（ヤン・ヴァイス、創元推理文庫）1987年
- 『スポンジ教授救出作戦』（スタニスワフ・パガチェフスキ、ほるぷ出版）1988年
- 『スポンジ教授の使命』（パガチェフスキ、ほるぷ出版）1989年
- 『スポンジ教授とUFO』（パガチェフスキ、ほるぷ出版）1989年
- 『チェルノブィリからの脱出』（ケネス・ロイス、徳間文庫）1992年

##### ストルガツキー兄弟
- 『幽霊殺人』（ストルガツキー兄弟、早川書房）1974年
- 『収容所惑星』（ストルガツキー兄弟、早川書房）1978年、のち文庫
- 『蟻塚の中のかぶと虫』（ストルガツキー兄弟、早川書房）1982年、のち文庫
- 『ストーカー』（ストルガツキー兄弟、早川文庫）1983年、のち深見訳名義のまま大野典宏訳で改訳新版（ハヤカワ文庫） 2014年
- 『世界終末十億年前　異常な状況で発見された手記』（ストルガツキー兄弟、群像社）1989年
- 『月曜日は土曜日に始まる 若い科学者のための物語』（ストルガツキー兄弟、群像社）1989年
- 『願望機』（ストルガツキー兄弟、群像社）1989年
- 『波が風を消す』（ストルガツキー兄弟、ハヤカワ文庫）1990年
- 『トロイカ物語』（ストルガツキー兄弟、群像社）1990年
- 『そろそろ登れカタツムリ』（ストルガツキー兄弟、群像社）1991年
- 『地獄から来た青年』（ストルガツキー兄弟、群像社）1994年（翻訳の途中で深見が死去したため、大野典宏,大山博が共訳し、深見名義で刊行された）[8]。

##### スタニスワフ・レム
- 『捜査』（レム、早川文庫）1978年
- 『泰平ヨンの航星日記』（レム、ハヤカワ文庫）1980年、のち大野典宏共訳で改訳（ハヤカワ文庫）
- 『すばらしきレムの世界』1 - 2（レム、講談社文庫）1980年
- 『浴槽で発見された日記』（レム、集英社）1980年
- 『宇宙飛行士ピルクス物語』（レム、早川書房）1980年、のち深見訳名義のままで大野典宏訳で改訳（ハヤカワ文庫）
- 『泰平ヨンの回想記』（レム、早川文庫）1981年
- 『レムの宇宙カタログ』（レム、F・ロッテンシュタイナー編、吉上昭三共訳、大和書房）1981年
- 『天の声』（レム、サンリオSF文庫）1982年、のち『天の声 / 枯草熱』（国書刊行会）への収録に際して、沼野充義により改訳
- 『ロボット物語』（レム、早川文庫）1982年
- 『泰平ヨンの現場検証』（レム、早川文庫）1983年
- 『泰平ヨンの未来学会議』（レム、集英社）1984年、のち大野典宏共訳で改訳（ハヤカワ文庫）

#### その他
- 『太平洋古大陸の謎』（アレクサンドル・コンドラトフ、大陸書房）1976年
- 『マヤ文字の秘密』（B・クジミシチェフ、大陸書房）1978年
- 『ロシアより笑いをこめて - 世界のジョーク集4』（ジャンナ・ドルゴポーロワ、光文社文庫）1986年

### 編訳書
- 『ロシア・ソビエトSF傑作集』 上（創元推理文庫） 1979年
「四三三八年」（ウラジミール・オドエフスキー）
「宇宙空間の旅」（ニコライ・モロゾフ）
「液体太陽」（アレクサンドル・クプリーン）
「技師メンニ」（アレクサンドル・ボグダーノフ）
「生き返らせないでくれ」（ワレーリイ・ブリューソフ）
解説〈ロシア・ソビエトSFの系譜〉（深見弾）
- 『ロシア・ソビエトSF傑作集』 下（創元推理文庫） 1979年
「五人同盟 - 世界が盗まれた七日間」（アレクセイ・トルストイ）
「運命の卵」（ミハイル・ブルガーコフ）
「髑髏蛾」（アレクサンドル・ベリャーエフ）
「危険な発明」（エ・ゼリコーヴィチ）
「不死身人間」（ゲ・グレブネフ）
解説〈初期のソビエトSF - 革命後から第二次世界大戦まで〉（深見弾）
- 『東欧SF傑作集』上（創元推理文庫） 1980年
「招かれざる客」（ボルニ）
「時代の子」（カリンティ）
「マホメットの毛」（ペーエフ）
「あちらの世界」（ヴィシニェフスキ＝スネルグ）
「ある秋の日に……」（ヴェジノフ）
解説〈東欧SFの系譜（ポーランド、ハンガリー、ブルガリア）〉他（深見弾）
- 『東欧SF傑作集』下（創元推理文庫） 1980年
「移民局」（チャペック）
「システム」（チャペック）
「ターザンの死」（ネスヴァードバ）
「アイクサよ永遠なれ」（アラーマ）
解説〈東欧SFの系譜（チェコ、ユーゴ、東独、ルーマニア）〉他（深見弾）
- 『大笑い! ソ連激烈ジョーク集』（大陸書房） 1992年

## 山田忠名義

### 訳書
- 『激変の地球』（I.ヴェリコフスキー、国書刊行会、超科学シリーズ3）1984年
- 『祖父たちの戦争』（マレイ・ラインスター、早川書房、ハヤカワ文庫SF、メド・シップ1）1984年
- 『惑星封鎖命令!』（マレイ・ラインスター、早川書房、ハヤカワ文庫SF、メド・シップ2）1985年
- 『禁断の世界』（マレイ・ラインスター、早川書房、ハヤカワ文庫SF、メド・シップ3）1986年
- 『ビースト・マスター』（アンドレ・ノートン、早川書房、ハヤカワ文庫SF）1986年
- 『ビースト・マスター2 雷神の怒り』（アンドレ・ノートン、早川書房、ハヤカワ文庫SF）1987年